# Energia nucleare in Turchia
Nel 2010 l'energia nucleare in Turchia ha generato lo 0% dell'energia elettrica prodotta in totale nel Paese, in Turchia al momento non ci sono reattori commerciali funzionanti ma è in discussione la costruzione del primo reattore.

## Storia
Nel corso della storia turca sono stati proposti numerosi programmi nucleari: nel 1970 fu compiuto uno studio per un impianto da 300 MW, nel 1973 l'autority per l'elettricità decise di costruire un impianto dimostrativo da 80 MW, che non fu costruito; nel 1976 il sito di Akkuyu fu scelto per la costruzione di una centrale nucleare. Nel 1980 fu compiuto un tentativo di costruzione di alcuni reattori, questo fallì per la mancanza di garanzie finanziarie pubbliche, nel 1993 una centrale nucleare fu inclusa nei piani di investimento della nazione, seguendo una proposta preliminare del 1992, con proposte pervenute da alcuni produttori stranieri, questi piani furono abbandonati per cause economiche.
Nel 2006 la provincia della città portuale di Sinope sul Mar Nero fu scelta per ospitare un impianto nucleare. Questo sito ha il vantaggio di avere una temperatura dell'acqua di refrigerazione inferiore di 5 °C inferiore rispetto al sito di Akkuyu, consentendo quindi una resa termodinamica superiore di circa l'1%. Nel sito doveva essere costruito un impianto dimostrativo da 100 MW, che doveva poi essere seguito da un impianto da 5000 MW che doveva entrare in funzione dal 2012, con una partnership congiunta pubblico-privato per la costruzione e la gestione. Nell'agosto 2006 il governo disse che pianificava di avere 3 impianti nucleari operanti per il 2012-15, furono fatti accordi con la Atomic Energy of Canada Ltd per la fornitura di unità CANDU da 750 MW come investimento iniziale. Nel 2007 fu fatta una nuova legge inerente alla costruzione, il funzionamento di impianti nucleare e la vendita della loro elettricità. la legge conferiva all'ente atomico turco (TAEK) l'incarico di decidere i criteri per la costruzione ed il funzionamento degli impianti, in base a questa legge la TETAS avrebbe comprato tutta l'elettricità dopo aver siglato un contratto di 15 anni. La legge spiegava i criteri per la gestione dei rifiuti nucleari e la creazione di un fondo per il decommissioning, che sarebbe stato pagato dalle ditte produttrici.
La TETAS indisse un bando di concorso nel marzo 2008 per la fornitura di reattori per l'impianto di Akkuyu. Visto che le certificazioni del paese di origine erano accettabili, il TAEK si concentrò solo sugli aspetti specifici del sito; fu ricevuta solo una proposta per il sito, dalla partnership fra le russe Atomstroyexport e Inter RAO con la turca Park Teknik per quattro reattori VVER1200. A seguito di consulenza commerciale della TETAS: una decisione del governo era prevista nel mese di aprile 2009, ma furono fatte solo generiche dichiarazioni, essendo il costo del progetto per i primi 15 anni troppo elevato. Nell'agosto 2009 furono fatti due accordi fra la Rosatom e TETAS:uno per un accordo di cooperazione nucleare, l'altro per un generico scambio di informazioni su incidenti nucleari e scambio di informazioni in ambito nucleare. 
È rimasto in discussione per alcuni anni la costruzione della prima centrale nucleare del paese, sono infatti stati firmati nel marzo 2010 dei contratti con la russa Rosatom (che concorre con i suoi VVER1000 o VVER1200) e con la sudcoreana Kepco (che concorre con i suoi APR1400 e si è aggiudicata un contratto per 4 reattori negli Emirati Arabi) per dei progetti per la prima centrale turca (la cui locazione si presuppone sia Sinope sul Mar Nero). Dal febbraio 2008 sono in corso i lavori preparatori per il sito di Sinope sul mar nero, vicino dovrebbe anche sorgere un centro per la tecnologia nucleare del costo di 1.7 miliardi€. L'offerta per la centrale, in collaborazione con gruppo locale di costruzione Sanayi ve Enka Insaat, è attesa per l'agosto 2010. Se l'offerta verrà accettata, il tutto sarebbe seguito da un accordo intergovernativo e l'EUAS vorrebbe una partecipazione del 25% nell'impianto.
Ad inizio maggio 2010 Russia e Turchia hanno firmato ad Ankara un accordo per la costruzione della prima centrale nucleare turca. La centrale sarà quella di Akkuyu, vicino alla città di Büyükeceli; l'impianto sarà composto da quattro unità VVER1200, con il primo reattore previsto in funzione dopo 7 anni dal ricevimento di tutte le licenze costruttive, che dovrebbero essere fornite entro la prima metà del 2011. L'impianto sarà costruito, gestito e posseduto dalla Rosatom, e sarà il primo fatto su queste basi in un paese straniero. Sul lungo termine, la proprietà russa scenderà al 51% lasciando spazio per altri investitori turchi (i cui principali si prospetta siano Park Teknik e la compagnia elettrica di stato EUAS). L'accordo prevede inoltre per la creazione di un impianto di fabbricazione del combustibile in Turchia. Il ministero dell'energia ha in programma di promulgare una nuova legge sull'energia nucleare, questa sarà presentato al Parlamento per la ratifica nel giugno 2010; questa riguarderà l'accordo tra la Turchia e la Russia per costruire e gestire la centrale di Akkuyu come "partenariato fra stati". La legge può coprire anche il secondo impianto pianificato a nucleare a Sinope. Nel frattempo il governo ha annunciato che avrebbe acquisito una quota del 25% per i progetti di energia nucleare.

## Impianti futuri
Ci sono proposte per altri impianti, per completare il piano energetico al 2030. Alcuni rapporti indicano che la TAEK ha identificato il terzo sito a Igneada

## Produzione di uranio
La Turchia non è un produttore di uranio, ha modeste risorse uranifere, quantificate in 7300t di Uranio a <130$/kg nel "Red Book" del 2007.

## Centrali nucleari
Tutti i dati della tabella sono aggiornati ad marzo 2021
| Reattori operativi |                    |           |                    |                                    |                                   |                        |
| Centrale | Potenza netta (MW) | Tipologia | Inizio costruzione | Allacciamento alla rete            | Produzione commerciale            | Dismissione (prevista) |
| Totale: 0 reattori per complessivi 0 MW |                    |           |                    |                                    |                                   |                        |
| Reattori in costruzione |                    |           |                    |                                    |                                   |                        |
| Centrale | Potenza netta (MW) | Tipologia | Inizio costruzione | Allacciamento alla rete (previsto) | Produzione commerciale (prevista) | Costo (stimato)        |
| Akkuyu (Reattore 1) | 1114               | VVER1200  | 3 aprile 2018      | 2023                               | 2023                              | 20 miliardi $          |
| Akkuyu (Reattore 2) | 1114               | VVER1200  | 8 aprile 2020      | 2024                               | 2024                              | 20 miliardi $          |
| Akkuyu (Reattore 3) | 1114               | VVER1200  | 10 marzo 2021      | 2025                               | 2025                              | 20 miliardi $          |
| Totale: 3 reattori per complessivi 3.342 MW |                    |           |                    |                                    |                                   |                        |
| Reattori pianificati ed in fase di proposta |                    |           |                    |                                    |                                   |                        |
| Totale programmati: 2 reattori per complessivi 2.228 MW Totale proposti: 9 reattori per oltre 9.500 MW complessivi                                                  |                    |           |                    |                                    |                                   |                        |
| Reattori dismessi |                    |           |                    |                                    |                                   |                        |
| Centrale | Potenza netta (MW) | Tipologia | Inizio costruzione | Allacciamento alla rete            | Produzione commerciale            | Dismissione            |
| Nessuno |                    |           |                    |                                    |                                   |                        |
| NOTE: - La normativa in vigore prevede la possibilità di sostituzione e/o aumento del parco reattori al termine del ciclo vitale degli impianti ancora in funzione. |                    |           |                    |                                    |                                   |                        |